# Neoliodes polysetosus
Neoliodes polysetosus är en kvalsterart som först beskrevs av Sitnikova 1975.  Neoliodes polysetosus ingår i släktet Neoliodes och familjen Neoliodidae. Inga underarter finns listade i Catalogue of Life.